# Carlos Chorro Zaragoza
Carlos Chorro Zaragoza (Alacant, 1822 - finals del segle xix) fou un polític valencià, alcalde d'Alacant durant la restauració borbònica.
Fou membre del V Regiment de la Milícia Nacional a Alacant i convençut francmaçó membre de la Lògia Constante Alona. Durant la restauració borbònica va ser membre del Partit Liberal, amb el que fou nomenat alcalde d'Alacant en 1879, 1881 i 1882-1883, i de 1882 a 1885 fou regidor d'hisenda i obres públiques. Durant el seu mandat va destacar per iniciar les obres del jardí del passeig de Ramiro.